# Trevor Ravenscroft
Trevor Ravenscroft (geboren 1921; gestorben 1989) war ein britischer Schriftsteller und Verfasser von The Spear of Destiny, deutsch unter den Titeln „Der Speer des Schicksals“ und „Die heilige Lanze“, über die okkulten Hintergründe des Nationalsozialismus. Das von esoterisch-anthroposophischen Vorstellungen geprägte Werk war seinerzeit ein Bestseller und wurde in mehrere Sprachen übersetzt. Nicholas Goodrick-Clarke bezeichnete Spear of Destiny als das wohl einflussreichste Buch über „Nazi-Geheimnisse“ (Nazi-Mysteries) in der englischsprachigen Welt.

## Leben
Ravenscroft erhielt seine Ausbildung in Repton und an der Militärakademie in Sandhurst, danach diente er bei den Royal Scots Fusiliers. Während des Zweiten Weltkriegs wurde er bei einem Kommandounternehmen in Nordafrika 1941 gefangen genommen und kam (nach mehreren erfolglosen Ausbruchsversuchen) 1945 wieder frei. Nach dem Krieg machte er eine medizinische Ausbildung. Anschließend wurde er Journalist bei Beaverbrook und bei der International Publishing Corporation.
Zeitweise scheint Ravenscroft dann in materiell schwierigen Umständen gelebt zu haben, was sich erst durch den Erfolg von The Spear of Destiny änderte. Auch als Autor soll Ravenscroft nach Auskunft seines Verlegers Neville Armstrong schwierig gewesen sein.

## Der Speer des Schicksals
Bekannt wurde Ravenscroft durch den 1972 erschienenen Bestseller The Spear of Destiny (deutsch als „Der Speer des Schicksals“ und „Die heilige Lanze“), in dem er die Legende vom Speer des Schicksals mit angeblichen okkulten Wurzeln des Nationalsozialismus verband.
Als Quelle dieses Konstruktes benannte er den österreichischen Anthroposophen Walter Johannes Stein.
Stein war, bevor er 1932 nach England emigrierte, Lehrer an einer Waldorfschule und im Vorstand der Anthroposophischen Gesellschaft in Deutschland.
Er hatte ein Buch über die Gralslegende verfasst, in dem er die Theorie vertrat, dass Wolfram von Eschenbachs Parzival eine Art mittelalterlicher Schlüsselroman sei, hinter dessen Figuren Stein historische Personen des 9. Jahrhunderts meinte erkennen zu können.
Insbesondere identifizierte er den Zauberer Klingsor aus dem Parzival mit Landulf II., einem Fürsten von Capua und Schurkengestalt in der Langobardengeschichte Erchemperts.
Ravenscroft beschreibt, wie er 1947 das Buch Steins gelesen und den Eindruck gewonnen habe, dass dieses Werk sich nicht allein der üblichen Methoden historischer Forschung verdanke, sondern „daß sein Buch mit Hilfe besonderer transzendentaler Fähigkeiten gleicher Art geschrieben wäre, wie sie Wolfram von Eschenbach zu seiner berühmten Gralserzählung, dem Parzival, inspiriert hätten.“
Er beschreibt ausführlich einen ersten Besuch bei Stein und gibt an, in den folgenden Jahren bis zum Tod Steins 1957 diesem eng verbunden und häufiger Gast in dessen Haus in Kensington gewesen zu sein.
Später soll Ravenscroft zugegeben haben, Stein niemals persönlich begegnet zu sein, dafür habe er aber mit Stein in medialer Verbindung gestanden.
Ob und inwieweit Ravenscroft Zugang zu dem später von Johannes Tautz ausgewerteten, im Besitz von Steins Tochter Clarissa Johanna Muller befindlichen Nachlass Steins hatte, bleibt unklar.
Ravenscroft erzählt nun eine Geschichte vom jungen Studenten Stein, der 1912 in einem Wiener Antiquariat eine Ausgabe des Parzival findet, die voll ist mit von großem okkultem Wissen zeugenden Anmerkungen eines gewissen Adolf Hitler und wie Stein dann mit Hilfe des Antiquars Ernst Pretzsche diesen Hitler ausfindig macht.
Die Geschichte wirkt aufgrund ihrer romanhaften Form eher unglaubwürdig und ist anderweitig ganz unbelegt.
Der titelgebende Speer des Schicksals, auch als Heilige Lanze bekannt, ist eine christliche Reliquie, nämlich jener Speer, der bei der Kreuzigung in Christi Seite gestoßen wurde.
Ravenscroft zufolge reichte die Geschichte des Speers aber wesentlich weiter zurück: angeblich geschmiedet vom „Propheten“ Phineas, womit wohl Pinchas der Eiferer gemeint ist, soll die Lanze dann im Besitz von Josua gewesen sein, der ihn in der Hand hielt, als er Befehl zum Sturm auf Jericho gab, dann von Saul nach dem jungen David geschleudert worden und schließlich auf den König Herodes gekommen sein.
Wie bei Reliquien, die ihrer Natur nach Unikate sein sollten, es öfters der Fall ist, gibt es auch diese Lanze in mindestens drei Exemplaren.
Eines dieser Exemplare befindet sich seit dem 10. Jahrhundert im Besitz der römisch-deutschen Kaiser, wurde seit der Zeit der Ottonen in hohen Ehren gehalten und gehörte zu den lange Zeit in Nürnberg aufbewahrten sogenannten Reichskleinodien.
1912 befand sich die Heilige Lanze im Besitz der Habsburger und wurde in der Schatzkammer der Wiener Hofburg aufbewahrt.
Nach dem Anschluss Österreichs ließ Hitler die Lanze zusammen mit den anderen Reichsinsignien nach Nürnberg bringen, nach 1945 kamen sie vorübergehend in Besitz der USA, wurden 1946 zurückgegeben und wieder nach Wien gebracht.
Springender Punkt ist nun, dass der Legende nach die Heilige Lanze ihren Besitzer unbesiegbar mache, wofür etwa der Sieg über die Ungarn bei der Schlacht auf dem Lechfeld ein Beleg sein soll, bei der sie mitgeführt wurde. Spätere Besitzer haben dann anscheinend von der machtvollen Reliquie keinen rechten Gebrauch mehr zu machen gewusst, wofür die nicht immer von militärischen Erfolgen geprägte Geschichte der Habsburger spricht.
In Steins Buch über die Gralslegende wird die Auseinandersetzung zwischen der Gralsburg Munsalvaesche und Klingsors Schloss Schastelmarveile, die für die Kräfte des Guten bzw. Bösen bzw. Christentum vs. Schwarze Magie stehen, als Kampf um den Besitz der Heiligen Lanze gedeutet.
Dem Bericht Ravenscrofts zufolge war der junge Hitler von der Lanze und ihrer Legende fasziniert. Ravenscroft setzt dabei voraus, dass der in Wien damals zeitweise obdachlose Hitler bereits vom Weltherrschertum träumte. Er soll Stein dann in den Jahren 1912 und 1913 mit diesen Ambitionen bekannt gemacht haben, zu deren Beförderung er seine okkulten Studien betrieb.
Ravenscroft nach soll Hitler in Wien zusammen mit dem nicht nachgewiesenen Antiquar Pretzsche zum Kreis um den Ariosophen Guido von List gehört haben. List habe 1909 aus Wien fliehen müssen, um nicht von der katholischen Bevölkerung gelyncht zu werden, nachdem die Presse die Umtriebe einer von ihm geführten Loge bekannt gemacht habe, zu deren Ritualen auch sexuelle Perversionen und mittelalterliche schwarze Magie gehört hätten.
Die Erzählung folgt dann Hitler nach München, wo der künftige Führer kompetente Weisung auf dem Weg zu okkulter Erkenntnis gefunden habe. Ravenscroft nennt insbesondere Dietrich Eckart, Karl Haushofer, Friedrich Hielscher und den Kreis der Thule-Gesellschaft.
Teil der in diesem Rahmen durchgeführten initiatorischen Rituale seien zahlreiche Menschenopfer gewesen, deren Form Ravenscroft zu beschreiben sich weigert, er sagt nur, dass sie „unsagbar sadistisch und gräßlich“ waren.
Immerhin merkt er an, dass es keinerlei konkrete Beweise dafür gebe, dass dergleichen überhaupt stattgefunden habe.
Dafür aber gebe es Beweise nicht auf der materiellen, sondern auf der Astralebene.
Dem geheimen Kreis der Gralseingeweihten, als deren Führer Ravenscroft den außer als Anthroposophen durchaus auch als Okkultisten bekannten Rudolf Steiner anführt, konnten die satanistischen Machenschaften von Hitlers Mentoren nicht verborgen bleiben, die Technik der Astralprojektion brachte alles ans Licht und da Stein ein enger Vertrauter von Steiner war, so mittelbar auch zur Kenntnis Ravenscrofts.
Von den genannten Personen hatte nur Eckart Verbindung zur Thule-Gesellschaft. Dem Geografen Haushofer wurden schon von Pauwels und Bergier okkulte Interessen und eine Mitgliedschaft in der Vril-Gesellschaft angedichtet.
Von Ravenscroft wird Haushofer zum „Meistermagier der Nazipartei“ stilisiert.
Der bei Ravenscroft konsequent als „Heilscher“ erscheinende Hielscher, tatsächlich 1933 als regimefeindlich eingestuft und wegen seiner Verbindung zu den Verschwörern des 20. Juli 1944 inhaftiert, ist bei Ravenscroft „ein Eingeweihter noch höheren Ranges als Haushofer und diesem im Wissen über die Heimliche Lehre weitaus überlegen […] Heinrich Himmler sprach flüsternd voller Ehrerbietung von ihm.“
Nichts davon ist belegbar.
1979 verklagte Ravenscroft den britischen Autor James Herbert wegen Urheberrechtsverletzung. Ravenscroft zufolge hätte Herberts Roman The Spear in unzulässiger Weise Elemente, Motive und Formulierungen aus Ravenscrofts Spear of Destiny übernommen. Herbert weigerte sich, die von Ravenscroft geforderte Summe von 25.000 £ zu zahlen. Nach einer Entscheidung des Gerichts zugunsten von Ravenscroft, bei der diesem allerdings kein Schadensersatz zuerkannt wurde, wurden die beanstandeten Teile in späteren Ausgaben des Romans entfernt. Bemerkenswert ist dabei das in der Gerichtsentscheidung beschriebene, von Ravenscroft und angeblich auch von Stein angewandte Verfahren historischer Forschung durch Meditation, mit deren Hilfe sie zur Kenntnis einer konventionellen Geschichtsschreibung unerreichbarer „Fakten“ gekommen seien. Nick Freeman schreibt in einem Artikel über The Spear, dass es ein in der britischen Rechtsgeschichte einzigartiger Fall sei, in dem durch „tranzendentale Meditation gewonnene Fakten“ in eine Gerichtsentscheidung einbezogen wurden.
Es ist hier offenbar nicht die Rede von transzendentaler Meditation im heutigen Sinn, sondern von „transzendentaler Bewußtheit“, einem von Ravenscroft mehrfach verwendeten Begriff, der einen Zustand erweiterten Bewusstseins kennzeichnet, in dem die Erinnerungen an vergangenen Existenzen und höhere spirituelle Zustände zugänglich würden, und der nach Ravenscroft insbesondere durch den Gebrauch von Meskalin vermittelt werden kann.
Und auch Hitler soll Meskalin genommen und die entsprechenden Visionen erhalten haben.
Den Hinweis auf die Droge und Weisung für ihren Gebrauch habe er von dem Antiquar Pretzsche erhalten, die Droge selbst von „einem alten Freund [Hitlers] namens Hans Lodz […], einem Kräutersammler, der in seinem Bauernblut noch Spuren der von den germanischen Stämmen ererbten atavistischen Clairvoyance bewahrt habe“.
Zusammen mit Stein soll Hitler bei einem Ausflug in die Wachau diesen Hans Lodz aufgesucht haben.
Anschließend beschreibt Ravenscroft erstaunlich detailliert das erste Drogenerlebnis Hitlers, bei dem dieser sich erinnert, in einem vorigen Leben eben jener oben erwähnte Landulf von Capua gewesen zu sein, das Vorbild des bösen Zauberers Klingsor in Wolframs Epos Parzival und Wagners Oper Parsifal.

## Schriften
- The Spear of Destiny. The occult power behind the spear which pierced the side of Christ. London, Spearman 1972. Amerikanische Ausgabe: Putnam, New York 1973.
  - Deutsch: Der Speer des Schicksals. Das Symbol für dämonische Kräfte von Christus bis Hitler. Übersetzt von Gustav Adolf Modersohn. Edition Bergh im Ingse-Verlag, Zug/Schweiz 1974, ISBN 3-430-17634-4.
  - Neuausgabe unter dem Titel: Die heilige Lanze. Die okkulte Macht einer Reliquie, mit deren Hilfe Hitler die Welt erobern wollte. HJB, Mühlhausen-Ehingen 2013, ISBN 978-3-937355-87-0.
- The Cup of Destiny. The Quest for the Grail. Rider, London 1981.
  - Deutsch: Der Kelch des Schicksals. Die Suche nach dem Gral. Übersetzt von Clivia Taschner-Refer. Sphinx, Basel 1982, ISBN 3-85914-143-0. Neuauflage: Heyne, München 1997, ISBN 3-453-12596-7.
- postum herausgegeben von Tim Wallace-Murphy: The Mark of the Beast: The Continuing Story of the Spear of Destiny. Sphere Books, London 1990, ISBN 0-7474-0514-X